# Ropalidia
Ropalidia è un genere di vespe eusociali della famiglia dei Vespidae.

## Distribuzione geografica
Questo genere abita tutta l'Africa tropicale, l'Indonesia e l'Australia.

## Descrizione
Sono vespe piuttosto piccole (7–12 mm) e di vari colori.

## Riferimenti
- International Commission on Zoological Nomenclature 1976. Opinion 1051. Rhopalidia Lepeletier, 1836 (Insecta: Hymenoptera): Suppressed under the plenary powers. Bull. Zool. Nomencl 32:240–241.
- Kojima, J. & C. van Achterberg. 1997. List of the primary types of social wasps (Hymenoptera: Vespidae) deposit in the Nationaal Natuurhistorisch Museum, Leiden, and the Zoölogisch Museum, Amsterdam. Zoologische Meededelingen 71 (14): 157-169.
- Kojima, J. 1997. Abandoment of the subgeneric concept in the Old World polistine genus Ropalidia Guérin-Méneville, 1831 (Insecta: Hymenoptera: Vespidae). Nat. Hist. Bull. Ibaraki Univ 1:93–105.
- Kojima, J. 1999. Taxonomic Notes on Australian Ropalidia Guerin-Meneville, 1831 (Hymenoptera: Vespidae, Polistinae). Entomological Science. 2(3): 367-377.
- Kojima, J. 1999.  Key to Species and Notes on Distribution of the Polistine Genus Ropalidia Guerin-Meneville, 1831 (Hymenoptera: Vespidae, Polistinae) in Australia. Entomological Science. 2(3): 379-390.
- Nguyen Lien T. P., Jun-ichi Kojima, Fuki Saito, James M. Carpenter. 2006. Vespidae (Hymenoptera) of Vietnam 3: Synoptic key to Vietnamese species of the polistine genus Ropalidia, with notes on taxonomy and distribution. Entomological Science. 9(1): 93-107.